# Connellia quelchii
Connellia quelchii é uma espécie vegetal pertencente à família Bromeliaceae, endêmica da região do Monte Roraima.